# Goya d'Honor
El Goya d'Honor és el premi que l'Acadèmia de les Arts i les ciències cinematogràfiques d'Espanya concedeix a un cineasta, de qualsevol de les especialitats, en reconeixement de tota una vida de dedicació al cinema. S'atorga anualment en la cerimònia d'entrega dels Premis Goya.
Fins al moment únicament els intèrprets Rafaela Aparicio, Tony Leblanc, Alfredo Landa i els guionistes Rafael Azcona i Mario Camus han guanyat un altre premi Goya en les seves respectives categoríes de forma competitiva.

## Llista de guardonats
| Any  | Edició         | Guanyador                        | Professió                                                                            | Ref.  |
| ---- | -------------- | -------------------------------- | ------------------------------------------------------------------------------------ | ----- |
| 1987 | I edició       | José Fernández Aguayo            | Director de fotografia                                                               |       |
| 1988 | II edició      | Rafaela Aparicio                 | Actriu                                                                               |       |
| 1989 | III edició     | Imperio Argentina                | Actriu                                                                               |       |
| 1990 | IV edició      | Victoriano López García          | Director de l'Institut d'Investigacions i Experiències Cinematogràfiques (I.I.E.C.)  |       |
| 1991 | V edició       | Enrique Alarcón                  | Director artístic                                                                    |       |
| 1992 | VI edició      | Emiliano Piedra                  | Productor                                                                            |       |
| 1993 | VII edició     | Manuel Mur Oti                   | Director                                                                             |       |
| 1994 | VIII edició    | Tony Leblanc                     | Actriu                                                                               |       |
| 1995 | IX edició      | José María Forqué                | Director i productor                                                                 |       |
| 1996 | X edició       | Federico G. Larraya              | Director de fotografia                                                               |       |
| 1997 | XI edició      | Miguel Picazo                    | Director i actor                                                                     |       |
| 1998 | XII edició     | Rafael Azcona                    | Guionista                                                                            |       |
| 1999 | XIII edició    | Rafael Alonso                    | Actriu                                                                               |       |
| 2000 | XIV edició     | Antonio Isasi-Isasmendi          | Director i productor                                                                 |       |
| 2001 | XV edició      | José Luis Dibildos               | Productor i guionista                                                                |       |
| 2002 | XVI edició     | Juan Antonio Bardem              | Director                                                                             |       |
| 2003 | XVII edició    | Manuel Alexandre                 | Actriu                                                                               |       |
| 2004 | XVIII edició   | Héctor Alterio                   | Actriu                                                                               |       |
| 2005 | XIX edició     | José Luis López Vázquez          | Actriu                                                                               |       |
| 2006 | XX edició      | Pedro Masó                       | Director, guionista i productor                                                      |       |
| 2007 | XXI edició     | Tedy Villalba                    | Productor                                                                            |       |
| 2008 | XXII edició    | Alfredo Landa                    | Actriu                                                                               |       |
| 2009 | XXIII edició   | Jesús Franco                     | Director, actor, guionista, compositor, productor, director de fotografia i muntador |       |
| 2010 | XXIV edició    | Antonio Mercero                  | Director i guionista                                                                 |       |
| 2011 | XXV edició     | Mario Camus                      | Director i guionista                                                                 |       |
| 2012 | XXVI edició    | Josefina Molina                  | Directora i guionista                                                                |       |
| 2013 | XXVII edició   | Concha Velasco                   | Actriu i cantant                                                                     |       |
| 2014 | XXVIII edició  | Jaime de Armiñán                 | Director i guionista                                                                 |       |
| 2015 | XXIX edició    | Antonio Banderas                 | Actor i director                                                                     |       |
| 2016 | XXX edició     | Mariano Ozores                   | Director i guionista                                                                 |       |
| 2017 | XXXI edició    | Ana Belén                        | Actriu, directora i cantant                                                          |       |
| 2018 | XXXII edició   | Marisa Paredes                   | Actriu                                                                               | [ 1 ] |
| 2019 | XXXIII edició  | Narciso «Chicho» Ibáñez Serrador | Director de cinema, realitzador de televisió, director teatral, actor i guionista    | [ 2 ] |
| 2020 | XXXIV edició   | Pepa Flores, «Marisol»           | Actriu i cantant                                                                     | [ 3 ] |
| 2021 | XXXV edició    | Ángela Molina                    | Actriu                                                                               | [ 4 ] |
| 2022 | XXXVI edició   | José Sacristán                   | Actor                                                                                | [ 5 ] |
| 2023 | XXXVII edició  | Carlos Saura                     | Director, guionista i fotògraf                                                       | [ 6 ] |
| 2024 | XXXVIII edició | Juan Mariné Bruguera             | Director de fotografia i restaurador cinematogràfic                                  |       |
| 2025 | XXXIX edició   | Aitana Sánchez-Gijón             | Actriu                                                                               |       |